# Пятовское (Ярославль)
Пятовское — внутригородской посёлок (изначально — деревня Пятовская) в южной части Дзержинского района города Ярославля, административного центра Ярославской области России. 
Застроен преимущественно частными домами.

## География
Расположен  в северной части правобережного Ярославля, гранича с жилым районом Пятёрка Ленинского района.
На севере граничит с микрорайоном Промышленный, на северо-западе — с Осташинским кладбищем, на юго-западе — с посёлком Кармановский и СНТ Локомотив. Вокруг посёлка проходят несколько железнодорожных линий. Протекает Пятовский ручей.
По данным на 1859 год: расположена деревня Пятовская при пруде и колодцах, от уездного города в 5 верстах; квартиры станового пристава в 20 верстах.

### Уличная сеть
Улицы: 1-я Пятовская, 2-я Пятовская, 3-я Пятовская, 4-я Пятовская.
Переулки: 1-й Пятовский, 2-й Пятовский.

## История
По данным на 1859 год деревня административно относилась к Ярославской губернии, Ярославского уезда, 2-го стана.

## Население

### Историческая численность населения
Из «Списка населенных мест Российской империи по сведениям 1859 года, составленного и изданного Центральным статистическим комитетом Министерства внутренних дел» (Том L. Ярославская губерния, 1865 год. Обработан старшим редактором А. И. Артемьевым):
(№ селения 627) Во владельческой деревне [Пятовская] по правую сторону большой торговой дороги в город Углич было 55 дворов, проживало 285 человек (121 мужского пола и 164 женского)
Согласно результатам переписи 1897 года в деревне проживало 25 мужчин и 26 женщин.
По состоянию на 1901 год в деревне было 59 дворов.

## Инфраструктура
Гаражи, мебельная фабрика, автосервис, база отдыха «Русские традиции», детская площадка, водопроводная колонка
Личное подсобное хозяйство с зоной сельскохозяйственного использования, индивидуальная застройка усадебного типа.

## Транспорт
Ближайшая автобусная и трамвайная остановки «Улица Чкалова» находятся в 1,2 км от посёлка.